# 丹金溧漕河

连接金坛区，丹阳市，溧阳市的一条运河。全长65.59公里。北起丹阳市七里桥，南衔芜申运河。2015年底，运河经历了“五改三”航道整治工程，运河通航能力达千吨级。

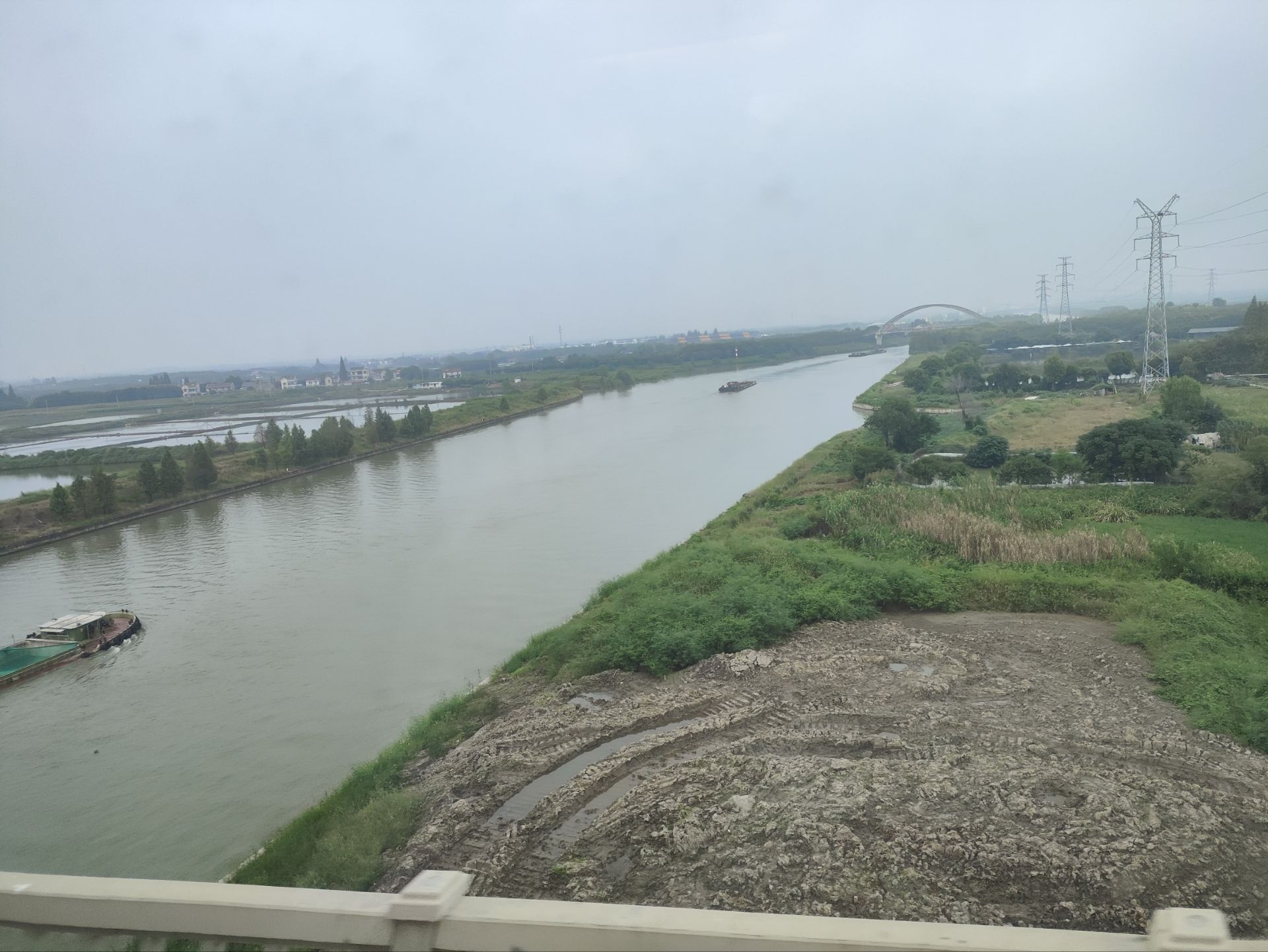

## 历史
古为日泾渎，又名甓桥河。南朝刘宋时已有。
丹金溧漕河属长江、太湖水系，中段高，南北低，水向太湖及运河流失。据《太湖水利史》载，北宋以前在七里河、金坛间曾筑有两道土坝，只能分段行船，且浅窄不通纲运；至南宋端平年间(1234～1236年)，开珥村，横塘南、北二堰，并置闸以便启闭，全线乃通，使湖西数县得以与运河连接。
元顺帝至元年间到光绪十八年(1892年)，多次疏浚，终因河道浅狭，终不能保持畅通。
民国24年(1935年)2月至5月，沿用以工代赈的办法，招募丹阳、金坛、溧阳、宜兴4个县的民工3.4万余人，浚后河底高程1米，全线可通行小轮船。
中华人民共和国成立后，在1951年浚金坛城河，清除淤泥。1958年冬至1960年春，开挖丹阳至金坛河段，拓宽金坛城河。1959年，拆除七里桥，扩大引流量，以提高航道通航能力，解决灌区农田用水和补充金坛洮湖水源。1969～1971年按六级航道标准，先后三次分三段安排拓浚施工。1985年又按五级航道标准，扩大疏浚珥陵河段。全线基本达到六级航道标准。尚有部分航段浅窄，尺度偏小，弯曲半径为80～100米。
2010年后，漕河升级为3级航道，同行吨位达到1000吨。

## 地位
太湖西部地区主要水运干线，更是长三角地区高等级航道网“两纵六横”和江苏省干线航道网“两纵四横”中的重要组成部分。